# Головне управління контррозвідувального захисту інтересів держави у сфері економічної безпеки СБУ
Головне управління контррозвідувального захисту інтересів держави у сфері економічної безпеки СБУ — постійно діючий орган при Службі безпеки України.
Реалізує державну політику у сфері протидії організаціям і окремим особам, метою яких є підрив економіки.

## Діяльність
Уже з грудня 1991 року у складі ГУК СНБ України функціонувало Управління економічної безпеки, а також відповідні підрозділи (самостійні або у складі органів контррозвідки) у регіонах.
На долю перших керівників Управління економічної безпеки В. Шаблі, А. Бєляєва, В. Ільгова, О. Сніжка у період 1992-1998 років випали основні турботи.
У січні 1998 року Указом Президента України створено Департамент економічної безпеки (згодом перейменований у Департамент контррозвідувального захисту економіки держави - ДКЗЕД, у 2013 р. набув сучасну назву).
Оперативні зусилля спрямовувалися на контррозвідувальний захист фінансово-економічної сфери, паливно-енергетичного, оборонно-промислового, наукового, агропромислового, транспортного комплексів, а також інтелектуальної власності й екологічної безпеки.

## Структура
Департамент складається з:
- керівництва;
- головних відділів при обласних органах Служби безпеки України;
- секторів при міжрайонних відділах.

## Керівник
Призначається на посаду за поданням Голови Служби безпеки України і звільняється з посади Президентом України.
- Генерал-майор Сніжко Олексій Іванович (1998-1999)
- Генерал-майор Петрищенко Юрій Миколайович (1999-2003)
- Генерал-майор Таранов Андрій Іванович (2003-2005)
- Полковник       Бухаленков Сергій Олександрович (2005)
- Генерал-майор   Данильчук Олександр Арсентійович(2005-2006)
- Генерал-майор Волошенков Борис Олексійович (2006-2008)
- Генерал-майор Рогач Олександр Пантелеймонович (2008-2010)
- Генерал-майор Кміта Андрій Федорович (2010-2013)
- Полковник Бакаліна Олександр Миколайович (2013-2014)
- Генерал-майор Подуфалий Юрій Володимирович (2014-2015)
- Генерал-майор Семочко Сергій Олексійович (2015-2017)
- Полковник Конохов Сергій Вікторович (з 2017)

## Фінансування
Департамент утримується за рахунок коштів, визначених окремим рядком у Державному бюджеті України.

## Розслідування та скандали
За даними програми "Свободи" - телепроєкту "Схеми", виглядає на те, що співробітники такого важливого управління для країни зі складним фінансовим станом, які мають захищати економіку держави та розслідувати складні схеми, поки що краще дбають про власні економічні інтереси  Схоже, економічне управління СБУ віддавна слугує місцем для суттєвого покращення фінансового стану його працівників та керівництва. «Схемам» вдалось знайти елітне майно ще одного відомого діяча СБУ – Степана Грещука – який також зробив тут стрімку кар’єру, а донедавна очолював управління СБУ Києва та області. 